# Jakičevo
Jakičevo je naselje v Občini Velike Lašče.